# Nephodia subatra
Nephodia subatra är en fjärilsart som beskrevs av Max Joseph Bastelberger 1909. Nephodia subatra ingår i släktet Nephodia och familjen mätare. Inga underarter finns listade i Catalogue of Life.